# 羅賓遜 (愛荷華州)
羅賓遜（英語：Robinson）是位於美國愛荷華州特拉華縣的一個非建制地區。該地的面積和人口皆未知。

## 地理
羅賓遜所處的海拔為高於海平面286米（即938英呎），而該地所採用的時區為UTC-6，即北美中部時區（CST）。同時該地設有夏令時間，為UTC-6調快一小時，即UTC-5（CDT）。